# Ґелчин (Мазовецьке воєводство)
Ґелчин (пол. Giełczyn) — село в Польщі, у гміні Стшеґово Млавського повіту Мазовецького воєводства.
Населення — 56 осіб (2011).
У 1975-1998 роках село належало до Цехановського воєводства.

## Демографія
Демографічна структура станом на 31 березня 2011 року:
|          | Загалом | Допрацездатний вік | Працездатний вік | Постпрацездатний вік |
| -------- | ------- | ------------------ | ---------------- | -------------------- |
| Чоловіки | 34      | 5                  | 25               | 4                    |
| Жінки    | 22      | 1                  | 12               | 9                    |
| Разом    | 56      | 6                  | 37               | 13                   |